# 馬爾瓦海崖
71°55′S 62°21′W / 71.917°S 62.350°W
馬爾瓦海崖（英語：Malva Bluff），是南極洲的海崖，位於帕爾默地，俯瞰希爾頓灣西北端，在1974年由美國地質調查局繪入地圖，以地形工程師命名，現時由南極條約體系管理。